# Park Ji-Woong
Park Ji-Woong es un deportista surcoreano que compitió en taekwondo. Ganó una medalla de plata en el Campeonato Mundial de Taekwondo de 2011 y una medalla de oro en el Campeonato Asiático de Taekwondo de 2012.

## Palmarés internacional
| Campeonato Mundial  | Campeonato Mundial           | Campeonato Mundial | Campeonato Mundial |
| Año                 | Lugar                        | Medalla            | Categoría          |
| ------------------- | ---------------------------- | ------------------ | ------------------ |
| 2011                | Gyeongju (Corea del Sur)     | Medalla de plata   | –54 kg             |
| Campeonato Asiático |                              |                    |                    |
| Año                 | Lugar                        | Medalla            | Categoría          |
| 2012                | Ciudad Ho Chi Minh (Vietnam) | Medalla de oro     | –54 kg             |